# Jatiroyom
Jatiroyom is een bestuurslaag in het regentschap Pemalang van de provincie Midden-Java, Indonesië. Jatiroyom telt 2744 inwoners (volkstelling 2010).